# Chango bij Groot Kwartier
Chango bij Groot Kwartier – osada (buurt) w dzielnicy Mon Repos, miasta Willemstad, w dystrykcie Willemstad, w kraju autonomicznym Curaçao, należącym do Holandii, w Ameryce Południowej. 20 października 2023 r. liczyła 109 mieszkańców. 